# Sebastian Sailer
Sebastian Sailer, imię chrzestne Johann Valentin Sailer (ur. 12 lutego 1714 r. w Weißenhorn, zm. 7 marca 1777 r. w Obermarchtal) – niemiecki norbertanin, kaznodzieja i pisarz okresu baroku.

## Dzieła w dialekcie szwabskim
- Schöpfung der ersten Menschen, der Sündenfall und dessen Strafe (Die schwäbische Schöpfung, 1743
- Der Fall Luzifers, po 1738
- Die sieben Schwaben, oder: Die Hasenjagd, Schwank, um 1756
- Beste Gesinnungen Schwäbischer Herzen, Kantate, 1770
- Die Schultheißenwahl zu Limmelsdorf, Schauspiel, 1770
- Die schwäbischen heiligen drei Könige 1771
- Bauernhochzeit
- Peter als Gott Vater

## Dzieła teologiczne i historyczne
- Vier Sendschreiben wider H. P. Aug. Dornblüth (pod pseudonimem Benastasii Liares, 1755-1756)
- Das Marianische Orakel, 1763
- Kempensis Marianus, 1764
- Geistliche Reden, 1766-1770
- Das jubilierende Marchtall oder Lebensgeschichte des hochseligen Konrad Kneers. Weiland dreyzehnten Abtens des besagten unmittelbaren freyen Reichsstifts, des heiligen exempten Ordens von Praemonstrat an der Donau in Schwaben / nebst Vortrab von dessen Stiftung, und Nachtrab dessen Vorstehern binnen 600 Jahren, aus sichern Urkunden niedergeschrieben von Sebastian Sailern, 1771
- Geistliche Schaubühne, 1774

## Niemieckie wydania dzieł
- Das Jubilierende Marchtall. Obermarchtal 1771 (Nachdr. Hrsg. von Wolfgang Schürle. Konrad, Weißenhorn 1995).
- Sebastian Sailers geistliche Schaubuehne des Leidens Jesu Christi. In gesungenen Oratorien aufgefuehrt. Rieger, Augsburg 1774 (Nachdr. Konrad, Weißenhorn 1997).
- Adams und Evens Erschaffung und ihr Sündenfall. 1783 (Faks. Biberacher Verlagsdruckerei, Biberach 1977).
- Schriften im schwäbischen Dialekte. Hrsg. von Sixt Bachmann, Buchau am Federsee 1819.
  - Nachdr. Ulm 1827
  - Neuaufl. Ebner'sche Buchhandlung, Ulm 1842-1893 (bis 1860 mit Illustrationen von Julius Nisle, später mit Illustrationen von G. Heyberger).
  - Nachdr. mit Einführung und Erläuterungen von Franz Georg Brustgi, Knödler, Reutlingen 2000.
  - Neu hrsg. von Hans Albrecht Oehler. Konrad, Weißenhorn 2000.
- Ausgewählte Dialektdichtungen aus den Schriften Sebastian Sailers. Hrsg. und Lebensbeschreibung von Johann Schneiderhan. Friedrich Alber, Ravensburg 1907.
- Die biblischen und weltlichen Komödien des hochwürdigen Herrn S. Sailer weiland Kapitulars im Kloster zu Obermarchthal. Hrsg. von Dr. Owlglass. Langen, München 1913.
- Die schwäbische Schöpfungsgeschichte. Mit Zeichnungen von Fr. Bilek. Günther, Stuttgart 1948.
- Dreikönigspiel. Die schwäbischen heiligen drey Könige. Die sieben Schwaben. Lustspiel in 2 Teilen. Neubearbeitung von Carl Oskar Renner. Höfling, München 1949.
- Die Schöpfung der ersten Menschen, der Sündenfall und dessen Strafe. Hrsg., Nachwort und Übersetzung des lateinischen Prologs ins Schwäbische von Sebastian Blau, Marbach am Neckar 1956.
- Sebastian Sailer. Jubiläumsausgabe zum 250. Geburtstag des Dichters. Hrsg. von Lorenz Locher, Munderkingen 1965.
- Schwäbische Schöpfung samt Sündenfall. Neu bearb. und hrsg. von Alfred Weitnauer. Verlag für Heimatpflege, Kempten 1968.
- Die Schöpfung. Hrsg. von Martin Stern. Reclam, Stuttgart 1969. (UB 4231)
- Die Schöpfung der ersten Menschen, der Sündenfall und dessen Strafe. Erneuert und verhochdeutscht von Ernst Leopold Stahl. Chronos-Verlag Mörike, Hamburg ca. 1970.
- Meingosus Gaelle: Adam und Evas Erschaffung. Aufnahme: SWF, 1989. LP-Ausgaben mit Libretto: SWF, Baden-Baden 1987 und Attempto-Verlag, Tübingen 1987. CD-Ausgabe mit Libretto: Deutsche Austrophon, Diepholz 1999.
- Meingosus Gaelle: Adam und Evas Erschaffung. Eine komische Oper nach P. Sebastian Sailers „Schwäbischer Schöpfung“. Hrsg. von Maria Bieler, Rudolf Faber und Andreas Haug. Partitur. Friedemann Strube, München und Berlin 2001.

## Opracowania
- Sixt Bachmann: Vorrede. in: Sebastian Sailer: Schriften im schwäbischen Dialekte. Buchau am Federsee 1819.
- Robert Lach: Sebastian Sailers „Schöpfung“ in der Musik. Denkschriften, Band 60. Kaiserliche Akademie der Wissenschaften, Wien 1916.
- Lieselotte Lohrer: Sebastian Sailers Komödien. Gießen 1943.
- Martin Stern: Sebastian Sailers „Schöpfung“. Ein Vorspiel zu Goethes Farcen. In: Jahrbuch der Deutschen Schiller-Gesellschaft. Kröner, Stuttgart 9. 1956, S. 131-166.
- Sebastian Sailer. Jubiläumsausgabe zum 250. Geburtstag des Dichters. Hrsg. von Lorenz Locher, Munderkingen 1965.
- Hans Albrecht Oehler: Sebastian Sailer. 1714-1777. Chorherr, Dorfpfarrer, Dichter. Marbacher Magazin, Band 76. Deutsche Schillergesellschaft, Marbach am Neckar 1996.
- Anton Gälli (Hrsg.): Adam und Evas Erschaffung. Eine comische Oper aus Schwaben von Sebastian Sailer. In Musik gesetzt von Meingosus Gaelle. Im Vergleich der Texte. Gälli, München 2003.
- Monika Küble: Schwäbische Dialektliteratur bis 1800. Von den „Suavischwaifigschwetzigen Schwäbischen Froschgoschigen breiten schwatzmäulern“. In: Ulrich Gaier, Monika Küble, Wolfgang Schürle (Hrsg.): Schwabenspiegel. Literatur vom Neckar bis zum Bodensee 1000-1800. Band II. Aufsätze. Oberschwäbische Elektrizitätswerke, Ulm 2003, S. 41-53.